# هراچیا نرسیسیان
هراچیا نرسسی نرسیسیان (ارمنی: Հրաչյա Ներսեսի Ներսիսյան؛ انگلیسی: Hrachia Nersisyan؛ ۲۴ نوامبر [سبک قدیمی: ۱۲ نوامبر] ۱۸۹۵ – ۶ نوامبر ۱۹۶۱) یک بازیگر سینما و تئاتر اهل ارمنستان-شوروی بود.

## زندگی‌نامه
نرسیسیان در نیکومدیا در امپراتوری عثمانی زاده شد. وی تحصیلات خویش را در کنستانتینوپول انجام داد و در سال ۱۹۲۳ به شهر ایروان نقل مکان نمود. وی بزودی رشته بازیگری فیلم را برگزید و تا پایان عمر این حرفه را ادامه داد.
برخی از آثار وی پس از مرگش به نمایش عمومی درآمد.

## جوایز و افتخارات
وی برنده جوایزی همچون جایزه استالین (۱۹۴۱)، هنرمند مردمی ارمنستان شوروی، جایزه هنرمند مردمی اتحاد جماهیر شوروی و نشان لنین شده است.

## بخشی از فیلمشناسی
- ناموس (۱۹۲۵)
- زاره (۱۹۲۶)
- دو شب (۱۹۳۲)
- گیکور (فیلم ۱۹۳۴) (۱۹۳۴)
- پپو (۱۹۳۵)
- زانگزور (۱۹۳۸)
- داویت بک (۱۹۴۴)
- تژوژیک (۱۹۶۱)

## نگارخانه

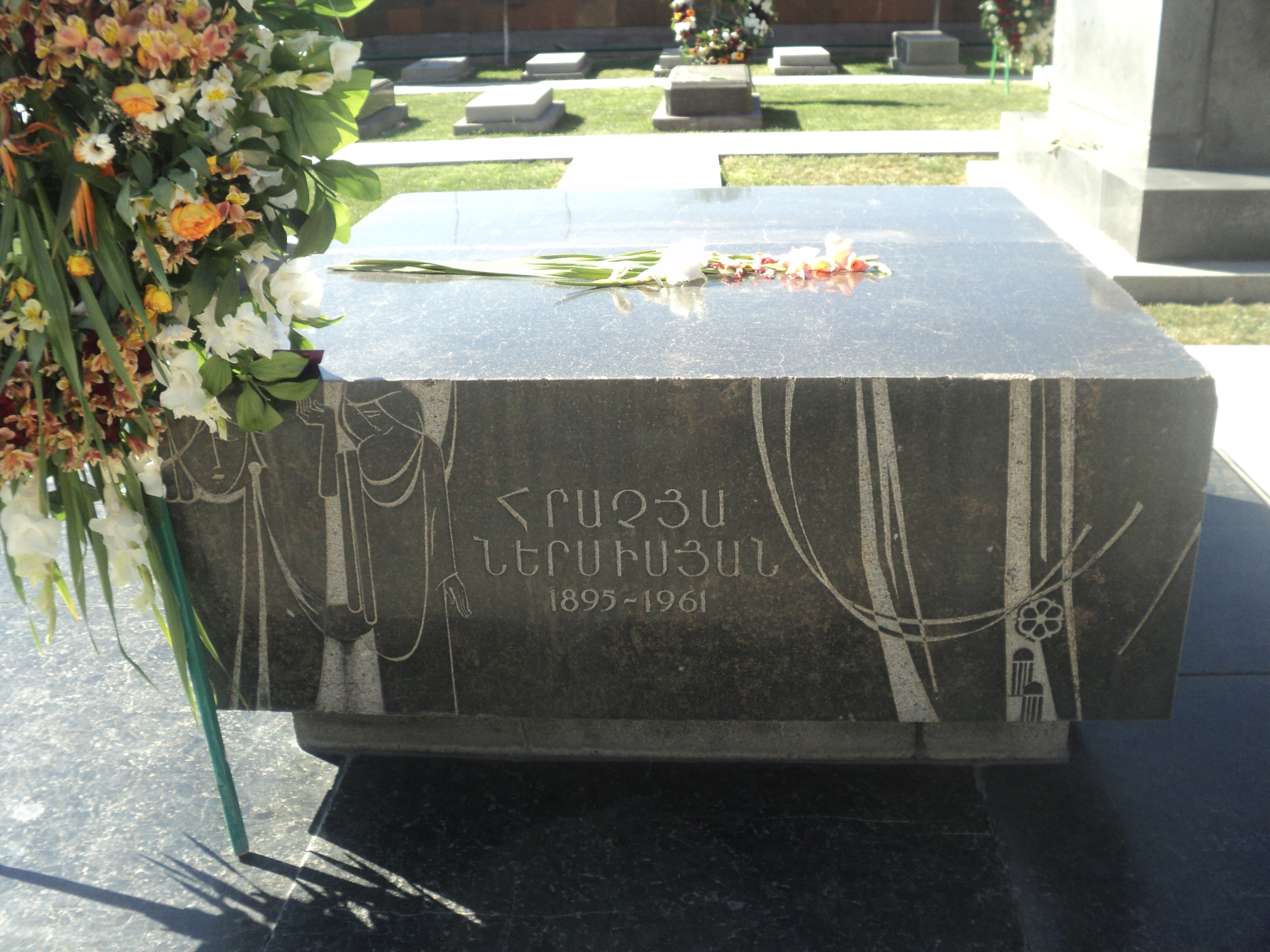
آرامگاه هراچیا نرسیسیان